# اوسینوو (استان آرخانگلسک)
اوسینوو (به لاتین: Osinovo) یک منطقهٔ مسکونی در روسیه است که در استان آرخانگلسک واقع شده‌است.